# Emilio Cuccarese
Emilio Cuccarese (n. Buenos Aires, Argentina, 7 de diciembre de 1929 - m. San Miguel, Buenos Aires, Argentina, 5 de noviembre de 2012) fue un empresario y político argentino, afiliado al Partido Justicialista.
Nació en el barrio porteño de Palermo. Fue el tercero de 6 hermanos. Allí vivió hasta principios de la década del '50 cuando se mudó al Partido de General San Martín, en la zona norte del Gran Buenos Aires. Allí comenzó a militar en el Partido Justicialista al mismo tiempo que se desempeñaba en la industria metalúrgica.
Electo concejal municipal en el año 1965 y nuevamente en 1973. Fue designado Intendente, por el Concejo Deliberante, el 19 de diciembre de 1975, tras el asesinato de Alberto Manuel Campos. 
Fue depuesto de su cargo por el Proceso de Reorganización Nacional el 24 de marzo de 1976, y sucedido por el Teniente Coronel Pacífico Tissera, autoimpuesto como intendente de facto.
Tras su remoción del cargo, durante la dictadura militar no ejerció cargos públicos. En 1989 es una vez más electo concejal municipal, bajo el mandato de Carlos Brown. En esta oportunidad llegó a la presidencia del Concejo Deliberante local. Ocupó la banca hasta 1993. Desde entonces se dedicó a la actividad empresarial como dueño de una industria hasta su fallecimiento.